# Apanteles longicaudatus
Apanteles longicaudatus är en stekelart som beskrevs av You och Zhou 1991. Apanteles longicaudatus ingår i släktet Apanteles och familjen bracksteklar. Inga underarter finns listade i Catalogue of Life.